# Episodi di Storie incredibili (serie televisiva 2020)
La prima stagione della serie televisiva Storie incredibili (Amazing Stories) è stata distribuita dal 6 marzo al 3 aprile 2020 sulla piattaforma di video on demand Apple TV+, in tutti i paesi in cui il servizio è disponibile.
| nº | Titolo originale       | Titolo italiano  | Pubblicazione |
| -- | ---------------------- | ---------------- | ------------- |
| 1  | The Cellar             | La cantina       | 6 marzo 2020  |
| 2  | The Heat               | L'ardore         | 13 marzo 2020 |
| 3  | Dynoman and the Volt!! | Dynoman e Volt!! | 20 marzo 2020 |
| 4  | Signs of Life          | Segni di vita    | 27 marzo 2020 |
| 5  | The Rift               | Il varco         | 3 aprile 2020 |

## La cantina
- Titolo originale: The Cellar
- Diretto da: Chris Long
- Scritto da: Jessica Sharzer

### Trama
Sam e Jake sono due fratelli, che hanno una impresa edile, che iniziano i lavori di restaurazione di una vecchia fattoria dell'Iowa. Durante i lavori Sam trova nascosti la foto di una donna, vissuta cento anni prima, e un pacchetto di fiammiferi con all'interno una scritta a mano, "cavolfiore". Durante la restaurazione sono costretti a mettere in sicurezza porte e finestre visto l'avvicinarsi di una tempesta, quando la corrente va via, Sam scende in cantina a controllare e si accascia udendo un forte ronzio. Quando si riprende torna al piano superiore e trova la fattoria in ottime condizioni, come se il restauro fosse terminato, per poi scorgere una donna suonare il pianoforte, la stessa della fotografia. Ben presto si rende conto di essere nel 1919 e di essere innamorato di quella donna, Evelyn, che però è promessa sposa a William. Sam, pensando di essere bloccato in quell'epoca, prova a rifarsi una vita, anche se continua a pensare a Evelyn. L'indomani vede Evelyn posare per un fotografo che immortala il momento del fidanzamento di lei, la stessa foto che aveva trovato in precedenza, e lei lo invita al banchetto della sera. Durante la festa, Sam ha modo di intrattenere la figlia di William e parlare con lui, poi si allontana con Evelyn raccontandole quello che gli è successo e decidono di entrare al Speakeasy, un bar con un locale lontano da occhi indiscreti per via del proibizionismo e che per accedervi serve una parola particola, "cavolfiore". I due si innamorano e iniziano a frequentarsi di nascosto e, quando Sam capisce come tornare al suo tempo, le propone di andare con lui e iniziano ad attendere una tempesta, quella che permette di viaggiare nel tempo. Quando il tempo è arrivato, i due si preparano per affrontare il viaggio ma William interviene portando via Evelyn mentre Sam torna al presente. Sam inizia ad aspettare una tempesta per tornare da Evelyn e provare a portarla con sé, ma nel viaggio successivo si ritrova nel futuro, qui vede Evelyn rimboccare le coperte di un bambino prima di tornare al presente. Nel presente scopre il motivo per il quale è viaggiato nel futuro invece che nel passato, così inizia l'attesa di un'altra tempesta, questa volta viaggia nel passato e con Evelyn progetta nuovamente il viaggio di ritorno. Questa volta però la tempesta è più forte delle precedenti e allaga la cantina, Evelyn riesce a viaggiare nel tempo mentre Sam resta incastrato sotto una trave di legno, dalla quale verrà liberato ma troppo tardi per viaggiare. Sam, tornato nel presente, è costretto ad abbandonare l'idea di vivere con Evelyn.
- Durata: 54 minuti
- Cast: Sasha Alexander (Paula Porter), Dylan O'Brien (Sam Taylor), Cullen Douglas (Henry Barrett), Victoria Pedretti (Evelyn Porter), Micah Stock (Jake Taylor), Gabriel Olds (William)
- Guest star: Nandy Martin (Francesca), Garrett Kruithof (negoziante), Michaela Russell (Mildred), Brian Matney (nonno Warren), Daryn Kahn (fotografo), O'Bryan Neely (bartender del Speakeasy), Luke Speakman (Sam da bambino)

## L'ardore
- Titolo originale: The Heat
- Diretto da: Sylvain White
- Scritto da: Chinaka Hodge

### Trama
Tuka e Sterling sono compagne di scuola nonché amiche per la pelle. Entrambe abitano in un quartiere disagiato e vogliono aggiudicarsi la borsa di studio per allontanarsi da quel posto, solo una può aggiudicarsela vincendo la prossima corsa di 400 m in pista dove saranno presenti scrutatori. Un giorno, conclusi gli allenamenti, mentre rientrano Tuka invita Sterling ad uscire quella sera per andare allo Sideshow, una festa clandestina; seppur inizialmente titubante, Sterling decide di non deludere l'amica. Più tardi si presenta alla festa e dopo una discussione e al fatto che non si sta divertendo decide di rientrare, Tuka la segue cercando di raggiungerla e scusarsi ma Sterling continua per la sua strada, Tuka si ferma nel mezzo della strada in un incrocio e Sterling, vedendo sopraggiungere un'auto, le fa cenno di spostarsi ma lei lo interpreta come un saluto e viene investita. Sterling prova a soccorrerla ma si rende conto subito che non c'è niente da fare, mentre Tuka le parla in continuazione prima di accorgersi che il suo corpo è a terra esanime. Il giorno seguente, dopo il funerale, Sterling viene convinta a rivolgersi alla polizia e raccontare l'accaduto, purtroppo le sue informazioni sono troppo generechi e le dicono che difficilmente troveranno l'investitore. Sterling è demotivata dalla perdita dell'amica tanto da affrontare gli allenamenti contro voglia segnando tempi alti rispetto al solito, durante una corsa però riesce a sentire Tuka per un istante. Tuka, che nessuno può vederla ne sentirla, capisce come comunicare con l'amica e prova a capire perché è ancora lì, fino a quando non si accorge che DJ Williams, un ragazzo morto prematuramente prima di lei, può sia vederla che sentirla. Inizia a pensare che il motivo per la quale è ancora lì sia per aiutare l'amica ad ottenere la borsa di studio, così inizia ad aiutarla negli allenamenti oltre che a trovare la persona che la ha investita. Le ricerche portano Sterling all'officina Jenkins dove all'interno trova la Caprice che ormai è già stata riverniciata, discute con un meccanico e rompe l'auto con una mazza da baseball trovata sul posto, prima di dover fuggire quando minacciata con una pistola. Nel frattempo gli allenamenti continuano e riesce a raggiungere un tempo record che le consentirà di aggiudicarsi la borsa di studio, ma mentre rientra a casa viene raggiunta da un suv con a bordo dei malviventi che la intimidiscono per la Caprice, colpendola ad un ginocchio. Il giorno successivo si presenta sul terreno di gara ma il medico della scuola le sconsiglia di partecipare perché potrebbe peggiorare la situazione del ginocchio, lei però decide di parteciparvi comunque, per lei e l'amica; la gara sembra andare bene ma quando sta per raggiungere il traguardo in prima posizione il ginocchio malconcio la abbandona, costringendola a finire la gara trascinandosi. Delusa dall'accaduto raggiunge il luogo segreto dove lei e Tuka guardavano la pista, e lì le due rivelavono l'amore per l'altra, Tuka diventa visibile per un instante... per poi risvegliarsi dall'incidente.
- Durata: 54 minuti
- Cast: Shane Paul McGhie (Lee), Hailey Kilgore (Tuka Myrtle Hall), Emyri Crutchfield (Sterling Johnson), Cherise Boothe (allenatrice Riley), Yvette Freeman (nonna di Sterling), Ezana Alem (DJ Williams)
- Guest star: Deja Dee (agente McPherson), Travon McEntyre (meccanico con pistola), Paul Flanagan (meccanico), Myles Evans, Erica-Marie Sanchez, Jasun Jabbar, Chukwudi Hodge (rapper), Telvin Griffin (medico), Joan Q. Scott (pastore Turrentine), Dred Carpenter, Jeffrey Creightney, Jonathan Davis, Kailyn Gainer (Ramos), Maura Gale, Denice Rivera, Floyd Banks (guidatore della Caprice), Corrie Richardson, Netta Brielle (cantante), Jacqueline Collins (annunciatrice), Renell Gibbs (barbiere)

## Dynoman e Volt!!
- Titolo originale: Dynoman and the Volt!!
- Diretto da: Susanna Fogel
- Scritto da: Peter Ackerman

### Trama
Joe, a causa di un'operazione all'anca, è costretto ad andare a vivere da suo figlio, Michael, e la sua famiglia. Dylan, suo nipote, è un ragazzo bullizzato che trova rifugio nei fumetti. I due riescono ad aprirsi quando Joe chiede al nipote che tipo di fumetti legge ora mentre lui gli confida che fumetti leggeva lui da ragazzo, Dynoman e Volt, e gli racconta la storia. Joe però vuole tornare al lavoro, così fa visita a Lance che lo invita ad andare in pensione, vista l'età e il tempo di recupero dall'intervento; tornato a casa riceve una inaspettata sorpresa, gli viene consegnata una busta con all'interno l'anello di Dynoman che aveva ordinato da un fumetto sessant'anni prima. Dylan vuole che lo indossi e, una volta fatto, si rende conto che è solo una cianfrusaglia che non riesce più a togliere dal dito. Joe capisce che l'anello custodisce dei poteri e decide di usarli per tornare al lavoro e, a fine giornata, decide di festeggiare i risultati ottenuti con i colleghi, dimenticandosi che aveva promesso a Dylan di uscire per Halloween. Nei giorni seguenti, tra gli scolari girano fotografie di Dylan con il costume che aveva preparato, rendendolo ancora più vittima di scherni; deciso a cambiare le cose torna nel capanno, dove suo nonno indossò la prima volta l'anello, trovandone una scheggia e, come nel fumetto, costruisce un costume in grado di dargli poteri. Dylan decide di andare a scuola, dove si sta tenendo una festa, e portare l'auto del preside sul tetto grazie a suoi poteri, convinto di diventare popolare; purtroppo durante l'impresa perde l'elmetto, che gli dava i poteri, e si rifugia a bordo dell'auto che si trova sul cornicione, Joe, che non ha più l'anello, prova ad aiutare il nipote senza riuscirci ma lo invita a stare con il corpo più avanti possibile per non sbilanciare l'auto, poco dopo interviene Michael che trae in salvo il padre e il figlio grazie ai poteri acquisiti dall'anello. Tornati a casa, Michael e Dylan si riavvicinano mentre Joe decide di andare in pensione.
- Durata: 49 minuti
- Cast: Felix Solis (Lance), Kyle Bornheimer (Michael Harris), Robert Forster (Joe Harris), Alison Bell (Helen), Tyler Crumley (Dylan Harris)
- Guest star: Erica Frene (donna nel negozio), James Healy, Jr. (preside), Toby Nichols (Bryce Harris), Leander Suleiman (Sybil), Michael Harrity (Kenny), Morgan Gao (Brady), Logan A. Medina (Jesse), Cecilia Campesi (Erica), Emery Mae Edgeman (Maya)

## Segni di vita
- Titolo originale: Signs of Life
- Diretto da: Michael Dinner
- Scritto da: Leah Fong

### Trama
- Durata: 55 minuti
- Cast: Linda Park (dott.ssa Mary Koh), Sasha Lane (Alia Jordan), Josh Holloway (Wayne Wilkes), Barret Swatek (signora Wilkes), Jacob Latimore (Cody), Michelle Wilson (Sara)
- Guest star: Drew Scheid (Milo), Lesa Wilson (Alexandra Stone), Eric Esquer (agente dell'FBI), Nicholas Stargel (ragazzo del ballo), Gabriella Garcia (ragazza del ballo), Erik Bello (guardia #1), Rose Bianco (Inez), Moses Das (Dev), Deborah Bowman (preside), Fallyn Brown (Alia a 10 aani), Tyler Graham (Jasper)

## Il varco
- Titolo originale: The Rift
- Diretto da: Mark Mylod
- Scritto da: Don Handfield e Richard Rayner

### Trama
- Durata: 50 minuti
- Cast: Austin Stowell (tenente Theodore Cole), Juliana Canfield (Nina Bowman), Kerry Bishé (Mary Ann Whitaker), Edward Burns (Bill Kaminski), Duncan Joiner (Elijah Whitaker)
- Guest star: Erika Coleman (infermiera di Pauline), Susan Williams (infermiera del pronto soccorso), Jay DeVon Johnson (capo della polizia McClarty), Henry Bazemore Jr. (vicesceriffo #2), Michael Chandler (sceriffo Parker), Andrew Benator (Milburg), Desmond Phillips (vicesceriffo #1), Aly Ward Azevedo (ragazza al telefono), Martha Bird Knighton (Pauline), Alicia Roberts (giornalista televisivo), Derek McDonnell (infermiere)